# Coulee Dam
Ne doit pas être confondu avec Coulee City (Washington).
Coulee Dam est une ville des comtés de Douglas, de Grant et d'Okanogan, dans l'État de Washington, aux États-Unis. Une partie de la ville est située au sein de la réserve indienne de Colville. Sa population s’élevait à 1 098 habitants lors du recensement de 2010, estimée à 1 093 habitants en 2016.

## Démographie
| Groupe            | Coulee Dam | Washington | États-Unis |
| ----------------- | ---------- | ---------- | ---------- |
| Blancs            | 55,0       | 77,3       | 72,4       |
| Amérindiens       | 35,5       | 1,5        | 0,9        |
| Métis             | 5,9        | 4,7        | 2,9        |
| Asiatiques        | 0,7        | 7,2        | 4,8        |
| Afro-Américains   | 0,5        | 3,6        | 12,6       |
| Autres            | 2,4        | 5,8        | 6,4        |
| Total             | 100        | 100        | 100        |
|                   |            |            |            |
| Latino-Américains | 6,7        | 11,2       | 16,7       |

Selon l'American Community Survey, pour la période 2011-2015, 94,24 % de la population âgée de plus de 5 ans déclare parler anglais à la maison, alors que 2,35 % déclare parler l'espagnol, 2,19 % le nez-percé et 1,22 % une autre langue.